# Irma Schweitzer
Irma Schweitzer-Meyer oder Irma Schweitzer Meyer (* 30. Januar 1882 in Baden, Kanton Aargau als Irma Meyer; † 4. Juli 1967), kurz Irma Schweitzer, war eine französisch-schweizerische Schriftstellerin und Friedensaktivistin.

## Leben
Meyer wurde am 30. Januar 1882 in Baden als eines von sieben Kindern von Moritz Meyer und Sara, geborene Bollag, geboren. Zunächst besuchte sie die lokale Primarschule und Bezirksschule, ehe sie auf ein Mädchenpensionat in Lausanne wechselte. 1980 heiratete sie Etienne Schweitzer, einen Ingenieur und Chemiker aus Metz, und verbrachte fortan ihr Leben in dem Städtchen in Lothringen. Sie nahm dabei die Staatsangehörigkeit Frankreichs an. Ausgehend von Metz engagierte sich Schweitzer in den nächsten Jahrzehnten in diversen Wohltätigkeits- und ähnlichen Organisationen sowie innerhalb der Friedensbewegung. Die Genfer Abrüstungskonferenz bezeichnete sie als „Hoffnung aller Völker auf das Voranschreiten des Friedens“. Besonders tat sie sich in der Unterstützung von Flüchtlingen und Opfern der beiden Weltkriege hervor. Schweitzer selbst verbrachte vier Jahre als Flüchtling in Vichy; 1943 versuchte sie, dem Holocaust durch eine Rückkehr in die Schweiz zu entkommen. Für ihr humanistisches Engagement erhielt sie eine Reihe von Auszeichnungen, darunter von der französischen Regierung. 1936 und 1937 nominierte sie der schwedische Friedensaktivist und Schriftsteller Nils August Nilsson jeweils für den Friedensnobelpreis, jeweils unter Bezug auf Meyers Buch Sur le Chemin de la Paix, das sich gut für einen Einsatz im Unterricht eigne.
Daneben tat sich Schweitzer auch als Schriftstellerin hervor und verfasste als solche besonders Friedensschriften und ähnliches, vorrangig in französischer Sprache. Hauptsächlich publizierte sie in verschiedenen französischen wie jüdischen Tageszeitungen, hin und wieder veröffentlichte sie auch ganze Bücher. Unter dem Titel Souvenir d’un Pacifiste schrieb sie einen Nachruf auf den Badener Politiker Josef Jäger, der zudem der Vater ihrer besten Freundin war. In Impressions de Genève schrieb sie über die Aktivitäten des Bureau International Permanent de la Paix und des Völkerbundes und anderer internationaler Organisationen. Für Sur le Chemin de la Paix erhielt sie eine Auszeichnung der Académie nationale de Metz; die Einnahmen aus dem Buch spendete Schweitzer für die Finanzierung von Friedensliteratur im Schulkanon. In ihrer 1947 erschienenen Gedichtsammlung Lueurs dans les Ténèbres befasst sie sich unter anderem mit den Konzentrationslagern in NS-Deutschland, dem Massaker von Oradour und dem Leid vor allem jüdischer Flüchtlinge. André Maurois steuerte ein Vorwort bei, die mit Schweitzer befreundete Malerin Solange Bertrand sowie der französische Maler Camille Hilaire illustrierten das Buch. Mit Chants Humains veröffentlichte Schweitzer zudem eine weitere Gedichtsammlung, in dem sie sich gegen Kriege wandte. Der französische Komponist Jean-Jacques Werner komponierte 1960 auf Basis eines Gedichts von Schweitzer das Musikstück Trois mélodies für Bariton und Klavier.
Schweitzer starb am 4. Juli 1967 im Alter von 85 Jahren auf dem Weg zu ihrer Enkelin nach Zürich. Drei Tage nach ihrem Tod wurde sie auf dem jüdischen Friedhof Baden bestattet, neben ihrem zwei Jahre zuvor verstorbenen Ehemann. Ihre Grabaufschrift lautet „Sie diente ihren Nächsten und ihrer Familie“. In den Badener Neujahrsblättern veröffentlichte Jacques Kaspar einen 1969 einen Nachruf auf Schweitzer-Mayer, die sich „nur ihren humanitären Aufgaben und ihrem Gewissen verpflichtet“ gefühlt habe. „Seit Bertha von Suttner“ habe es „keine Frau mehr gegeben, die sich so wie Irma Schweitzer für den Frieden eingesetzt“ habe. Ingunn Norderval resümierte 2021, Schweitzer und ihre Arbeit seien heutzutage „fast vollständig vergessen“.

## Werke
- Souvenir d'un Pacifiste (um 1927)
- Les Horreurs de la Guerre
- Apôtres de la Paix
- L'Effort vers la Paix
- Mentalité Nouvelle
- Documents de l'Histoire
- Au Hasard des Jours
- Chants Humains
- Impressions de Genève
- Sur le chemin de la paix. Éditions Paul Even, Metz 1932.
- La Voix du Monde
- Notes et Reflexions
- Lueurs dans les ténèbres; poèmes. Éditions Paul Even, Metz 1947.